# Lauren Gussis
Lauren Gussis (...) è un'autrice televisiva e produttrice televisiva statunitense.
Ha scritto per le serie Dexter di Showtime, E-Ring della NBC e Insatiable di Netflix.

## Carriera
La carriera di Lauren Gussis è legata principalmente alla serie Dexter in cui ha ricoperto vari ruoli. Si è unita al gruppo di autori di Showtime per la serie Dexter sin dalla prima stagione del 2006. La Gussis fu candidata nella "Writers Guild of America Award" per la miglior serie drammatica nel febbraio 2008 per il suo lavoro nella prima stagione di Dexter. Nel 2007, per la seconda stagione, è stata promossa "story editor" e ha continuato a scrivere episodi della serie. Si è poi unita allo staff di produzione come co-produttrice per la terza stagione nel 2008. Fu nuovamente nominata per il premio "WGA award" nel febbraio 2009 per il suo lavoro nella terza stagione di Dexter. Per la quarta stagione è stata promossa produttrice nel 2009. Ancora una volta, per la terza volta consecutiva, ha ricevuto la nomina per il premio "WGA award" nel febbraio 2010 (per il suo lavoro nella quarta stagione). Nel 2010 è stata promossa a produttore-supervisore per la quinta stagione.